# Шаруда Олександр
Шаруда Олександр (нар. 1901, с. Шишаки Полтавської губ. (тепер райцентр Полтавської обл.) — 15 січня 1970, Торонто, Канада) — козак Вільного козацтва, Богданівського куреня, 3-го Запорозького ім. гетьмана Богдана Хмельницького полку, окремого кінного дивізіону ім. Петра Болбочана та повстанського загону Ананія Волинця.

## Життєпис
Олександр Шаруда народився в селі Шишаки Миргородського повіту на Полтавщині, в селянській родині козацького походження. Після закінчення початкового земського училища навчання продовжив у Миргородській гімназії, але не закінчив її. У 1916 році п'ятнадцятирічним підлітком потайки від батьків утік на фронт. Військову службу почав юнгою на Балтійському флоті. Як неповнолітнього його приписали до одного із запасних піхотних полків, що стояв у Петербурзі. Учасник Лютневої революції. Організатор Вільного козацтва у Шишаках.
3 квітня 1918 року Олександр Шаруда в складі кінного відділу Богданівського полку. Потім у кінній сотні 2-го полку Запорізької дивізії Зураба Натієва.
Після повалення гетьманського режиму і приходу до влади Директорії УНР кінну сотню було розгорнуто в Окремий кінний партизанський дивізіон імені Петра Болбачана. За військову звитягу О.Шаруді було присвоєне звання хорунжого.
Після поразки Визвольних змагань 1917—1921 років Олександр Шаруда воював у загонах подільського отамана Ананія Волинця.
На початку 20-х років Шаруда опинився у таборі для інтернованих у Польщі, звідти втік до Чехословаччини.
На еміграції в Польщі, Чехо-Словаччині та Канаді. Член Союзу бувших українських вояків, як зазначали друзі, «дисциплінований, активний і жертовний».
Нагороджений Хрестом Симона Петлюри і Воєнним Хрестом УНР. У роки Другої світової війни повернувся на Полтавщину, працював у поліції.
Зі спогадів Миколи Сарма-Соколовського:

| Одного дня до мене, як бандуриста, прийшли двоє, за своєю статурою - справжні запорожці! Один був Олександр Шаруда, другий Іван Клименко. Вони ще гімназистами пішли до військових частин Петлюри і служили в Чорних Запорожцях, якими командував славнозвісний полковник Дяченко. Шаруда та Клименко пробули на еміграції 23 роки. А коли вибухнула Друга світова, вони перейшли кордон, як казали, «на зелений пашпорт». Зразу опинилися в Києві, а трохи пізніше в рідній Полтаві, де колись навчалися в гімназії. Повернутися в рідне село, де жили їхні родичі, вони не наважились, бо в лісах крилися совєтські партизани. Шаруда і Клименко не сиділи в Полтаві згорнувши руки, а організували українську поліцію, яку очолив начальник Петро Чуй, що прибув з Галичини. Шаруда став начальником політичного відділу, а Клименко - кримінального. Обидва не любили німців, як і совєтів. Вони приходили до мене щодня послухати як бандуриста. Коли я виконував «Думу про Мазепу», ці два колишні чорношличники гірко плакали. Я з ними побратався навіки. Вони мені розповідали про життя емігрантів, про мельниківців, бандерівців та гетьманців, називаючи себе останніми. Дуже вихваляли гетьманича Данила Скоропадського. Дорікали бандерівцям за їхнє вбивство Сціборського та Сеника, за якими слізно плакали. Кілька разів я бачив у поліції, в кабінеті Шаруди, Степана Скрипника, майбутнього єпископа і патріарха УАПЦ Мстислава. |
Олександр Шаруда, бунчужний Окремого кінного дивізіону ім. Петра Болбочана, помер 15 січня 1970 року. Похований із вояцькими почестями.